# Juliano Gehrke
Juliano Edney Gehrke (Gaspar/SC) é um ultraciclista brasileiro especialista em provas mistas e auto-suficientes. Foi primeiro colocado no Mundial de MTB 24 horas de 2019, realizado em Costa Rica, segundo colocado no Bikingman Brazil nas edições 2021 e 2022, e terceiro colocado no Mundial de MTB 24 horas de 2022, realizado em Ligure.